# Сложные эфиры

Сложный эфир карбоновой кислоты. R и R' обозначают любую алкильную или арильную группу.

Сло́жные эфи́ры, или эсте́ры (от др.-греч. αἰθήρ — «эфир»), — производные кислородных кислот (как карбоновых, так и неорганических), имеющих общую формулу RkE(=O)l(OH)m, где l ≠ 0, формально являющиеся продуктами замещения атомов водорода в гидроксилах —OH кислотной функции на углеводородный остаток (алифатический, алкенильный, ароматический или гетероароматический); рассматриваются также как ацилпроизводные спиртов. В номенклатуре IUPAC к сложным эфирам относят также ацилпроизводные халькогенидных аналогов спиртов (тиолов, селенолов и теллуролов).
Отличаются от простых эфиров (этеров), у которых два углеводородных радикала соединены атомом кислорода (R1—O—R2).

## Сложные эфиры карбоновых кислот
В случае эфиров карбоновых кислот выделяются два класса сложных эфиров:
- собственно сложные эфиры карбоновых кислот общей формулы R1—COO—R2, где R1 и R2 — углеводородные радикалы.
- ортоэфиры карбоновых кислот общей формулы R1—C(OR2)3, где R1 и R2 — углеводородные радикалы. Ортоэфиры карбоновых кислот являются функциональными аналогами кеталей и ацеталей общей формулы R—C(OR′)2—R″ — продуктов присоединения спиртов к карбонильной группе кетонов или альдегидов.

Циклические сложные эфиры оксикислот называются лактонами и выделяются в отдельную группу соединений.

### Синтез
Основные методы получения сложных эфиров:
- Этерификация — взаимодействие кислот и спиртов в условиях кислотного катализа, например, получение этилацетата из уксусной кислоты и этилового спирта:

{\displaystyle {\mathsf {CH_{3}COOH+C_{2}H_{5}OH\ {\xrightarrow[{}]{H^{+}}}\ CH_{3}COOC_{2}H_{5}+H_{2}O}}}.
- Частным случаем реакции этерификации является реакция переэтерификации сложных эфиров спиртами, карбоновыми кислотами или другими сложными эфирами:

{\displaystyle {\mathsf {R^{1}COOR^{2}+R^{3}OH\rightarrow R^{1}COOR^{3}+R^{2}OH}}},
{\displaystyle {\mathsf {R^{1}COOR^{2}+R^{3}COOH\rightarrow R^{3}COOR^{2}+R^{1}COOH}}},
{\displaystyle {\mathsf {R^{1}COOR^{2}+R^{3}COOR^{4}\rightarrow R^{1}COOR^{4}+R^{3}COOR^{2}}}}.
- Реакции этерификации и переэтерификации обратимы, сдвиг равновесия в сторону образования целевых продуктов достигается удалением одного из продуктов из реакционной смеси (чаще всего — отгонкой более летучих спирта, эфира, кислоты или воды; в последнем случае при относительно низких температурах кипения исходных веществ используется отгонка воды в составе азеотропных смесей).
- взаимодействие ангидридов или галогенангидридов карбоновых кислот со спиртами, например, получение этилацетата из уксусного ангидрида и этилового спирта:

{\displaystyle {\mathsf {(CH_{3}CO)_{2}O+2C_{2}H_{5}OH\rightarrow 2CH_{3}COOC_{2}H_{5}+H_{2}O}}}.
- взаимодействие солей кислот с алкилгалогенидами:

{\displaystyle {\mathsf {RCOOMe+R^{1}Hal\rightarrow RCOOR^{1}+MeHal}}}.
- Присоединение карбоновых кислот к алкенам в условиях кислотного катализа (в том числе и кислотами Льюиса):

{\displaystyle {\mathsf {RCOOH+R^{1}CH{\text{=}}CHR^{2}\rightarrow RCOOCHR^{1}CH_{2}R^{2}}}}.
- Алкоголиз нитрилов в присутствии кислот:

{\displaystyle {\mathsf {RCN+H^{+}\rightarrow RC^{+}{\text{=}}NH}}},
{\displaystyle {\mathsf {RC^{+}{\text{=}}NH+R^{1}OH\rightarrow RC(OR^{1}){\text{=}}N^{+}H_{2}}}},
{\displaystyle {\mathsf {RC(OR^{1}){\text{=}}NH_{2}+H_{2}O\rightarrow RCOOR^{1}+NH_{4}^{+}}}}.
- Алкилирование карбоновых кислот арилиакилтриазенами:

{\displaystyle {\mathsf {R^{1}COOH+ArN{\text{=}}N{\text{-}}NHR\rightarrow R^{1}COOR+ArNH_{2}+N_{2}}}}.

### Свойства и реакционная способность
Сложные эфиры низших карбоновых кислот и простейших одноатомных спиртов — летучие бесцветные жидкости с характерным, зачастую фруктовым запахом. Сложные эфиры высших карбоновых кислот — бесцветные твердые вещества, температура плавления которых зависит как от длин углеродных цепей ацильного и спиртового остатков, так и от их структуры.
В ИК-спектрах сложных эфиров присутствуют характеристические полосы карбоксильной группы — валентных колебаний связей C=O на 1750—1700 см−1 и С—О на 1275—1050 см−1.
Атом углерода карбонильной группы сложных эфиров электрофилен, вследствие этого для них характерны реакции замещения спиртового остатка, которые протекают по механизму присоединение–отщепление (сначала происходит присоединение нуклеофила по связи С=О и далее отщепление алкоксифрагмента:
{\displaystyle {\mathsf {RCOOR^{1}+Nu^{-}\rightarrow RC(O^{-})(OR^{1})Nu\rightarrow RCONu+R^{1}O^{-},Nu\ =\ OH,R^{2}O,NH_{2},R_{2}NH,R_{2}CH.}}}
Такие реакции с кислородсодержащими нуклеофилами (водой и спиртами) зачастую катализируются кислотами за счёт протонирования атома кислорода карбонила с образованием высокоэлектрофильного карбокатиона:
{\displaystyle {\mathsf {RCOOR^{1}+H^{+}\rightarrow RC^{+}(OH)OR^{1}+NuH\rightarrow RCONu+R^{1}OH+H^{+}}}},
который далее реагирует с водой (гидролиз) или спиртом (переэтерификация).
Гидролиз сложных эфиров в условиях кислотного катализа является обратимым, гидролиз же в щелочной среде необратим из-за образования карбоксилат-ионов RCOO−, не проявляющих электрофильных свойств.
Низшие сложные эфиры реагируют с аммиаком, образуя амиды, уже при комнатной температуре: так, например, этилхлорацетат реагирует с водным аммиаком, образуя хлорацетамид уже при 0 °C, в случае высших сложных эфиров аммонолиз идет при более высоких температурах.

### Применение
Сложные эфиры широко используются в качестве растворителей, пластификаторов, ароматизаторов.
Эфиры муравьиной кислоты:
- HCOOCH3 — метилформиат, tкип = 32 °C; растворитель жиров, минеральных и растительных масел, целлюлозы, жирных кислот; ацилирующий агент; используют в производстве некоторых уретанов, формамида.
- HCOOC2H5 — этилформиат, tкип = 53 °C; растворитель нитрата и ацетата целлюлозы; ацилирующий агент; отдушка для мыла, его добавляют к некоторым сортам рома, чтобы придать ему характерный аромат; применяют в производстве витаминов B1, A, E.
- HCOOCH2CH(CH3)2 — изобутилформиат несколько напоминает запах ягод малины.
- HCOOCH2CH2CH(CH3)2 — изоамилформиат (изопентилформиат) растворитель смол и нитроцеллюлозы.
- HCOOCH2C6H5 — бензилформиат, tкип = 202 °C; имеет запах жасмина; используется как растворитель лаков и красителей.
- HCOOCH2CH2C6H5 — 2-фенилэтилформиат имеет запах хризантем.

Эфиры уксусной кислоты:
- CH3COOCH3 — метилацетат, tкип = 58 °C; по растворяющей способности аналогичен ацетону и применяется в ряде случаев как его заменитель, однако он обладает большей токсичностью, чем ацетон.
- CH3COOC2H5 — этилацетат, tкип = 78 °C; подобно ацетону растворяет большинство полимеров. По сравнению с ацетоном его преимущество в более высокой температуре кипения (меньшей летучести).
- CH3COOC3H7 — н-пропилацетат, tкип = 102 °C; по растворяющей способности подобен этилацетату.
- CH3COOCH(CH3)2 — изопропилацетат, tкип = 88 °C; по растворяющим свойствам занимает промежуточное положение между этил- и пропилацетатом.
- CH3COOC5H11 — н-амилацетат (н-пентилацетат), tкип = 148 °C; напоминает по запаху грушу, применяется как растворитель для лаков, поскольку он испаряется медленнее, чем этилацетат.
- CH3COOCH2CH2CH(CH3)2 — изоамилацетат (изопентилацетат), используется как компонент грушевой и банановой эссенций.
- CH3COOC8H17 — н-октилацетат имеет запах апельсинов.

Эфиры масляной кислоты:
- C3H7COOCH3 — метилбутират, tкип = 102,5 °C; по запаху напоминает ранет.
- C3H7COOC2H5 — этилбутират, tкип = 121,5 °C; имеет характерный запах ананасов.
- C3H7COOC4H9 — бутилбутират, tкип = 166,4 °C;
- C3H7COOC5H11 — н-амилбутират (н-пентилбутират) и C3H7COOCH2CH2CH(CH3)2 — изоамилбутират (изопентилбутират) имеют запах груш, а также служат растворителями в лаках для ногтей.

Эфиры изовалериановой кислоты:
- (CH3)2CHCH2COOCH2CH2CH(CH3)2 — изоамилизовалерат (изопентилизовалерат) имеет запах яблока.

### Применение в медицине
В конце XIX — начале XX века, когда органический синтез делал свои первые шаги, множество сложных эфиров было синтезировано и испытано фармакологами. Они стали основой таких лекарственных средств, как салол, валидол и др. Как местнораздражающее и обезболивающее средство широко использовался метилсалицилат, в настоящее время практически вытесненный более эффективными средствами.

## Сложные эфиры неорганических кислот
В сложных эфирах неорганических (минеральных) кислот углеводородный радикал (например, алкил) замещает один или несколько атомов водорода неорганической оксокислоты, таким образом эфиры неорганических кислот могут быть как средними, так и кислыми.
Эфирами фосфорной, азотной, серной и др. кислот являются органические фосфаты, нитраты, сульфаты и др. соответственно.
Ниже приведены примеры эфиров неорганических кислот:
| Кислота           | Кислота | Сложные эфиры                  | Сложные эфиры                 | Сложные эфиры  | Сложные эфиры                                                                                |
| Название          | Формула | Название                       | Общая формула                 | Общая формула  | Примеры                                                                                      |
| Название          | Формула | Название                       | Молекулярная                  | Структурная    | Примеры                                                                                      |
| Фосфорная кислота | H3PO4   | Фосфорные эфиры (фосфаты)      | (RO)nP(O)(OH)3-n, где n = 1-3 | (случай n = 3) | - (CH3O)P(O)(OH)2 — метилфосфат - (CH3O)2P(O)OH — диметилфосфат - (CH3O)3PO — триметилфосфат |
| Азотная кислота   | HNO3    | Нитратные эфиры (нитраты)      | (RО)NO2                       |                | - C2H5ONO2 — этилнитрат - CHONO2(CH2ONO2)2 — нитроглицерин                                   |
| Азотистая кислота | HNO2    | Нитритные эфиры (нитриты)      | (RO)N=O                       |                | - C2H5ONO — этилнитрит - C3H7ONO — пропилнитрит                                              |
| Серная кислота    | H2SO4   | Сульфатные эфиры (сульфаты)    | SO2(R1O)(OR2)                 |                | - C2H5OSO2OH — этилсульфат - (C2H5O)2SO2 — диэтилсульфат                                     |
| Сернистая кислота | H2SO3   | Сульфитные эфиры (сульфиты)    | (R1O)S(O)(OR2)                |                |                                                                                              |
| Угольная кислота  | H2CO3   | Угольные эфиры (карбонаты)[en] | (R1O)C(O)(OR2)                |                | - (CH3O)2CO — диметилкарбонат - (C6H5O)2CO — дифенилкарбонат                                 |
| Борная кислота    | H3BO3   | Борные эфиры (бораты)          | (RO)3B                        |                | - (CH3O)3B — триметилборат - (C6H5O)3B — трифенилборат                                       |